# Arroyo Maldonado
L'Arroyo Maldonado és un rierol del departament de Maldonado, al sud de l'Uruguai.
És un afluent del Riu de la Plata i es troba proper a la Sierra de los Caracoles. Des de la serralada va en direcció est cap a San Carlos i des d'aquí flueix en direcció sud fins a l'Arroyo San Carlos. Finalment, passa per l'oest de les ciutats de Maldonado i de Punta del Este, a més de recórrer San Rafael – El Placer i La Barra.